# Deny
Deny (též Denny a Denisovan 11) je označení pro fosilní míšenku, napůl neandrtálku a napůl denisovanku. Její stáří se odhaduje na 90 000 let.

## Objev

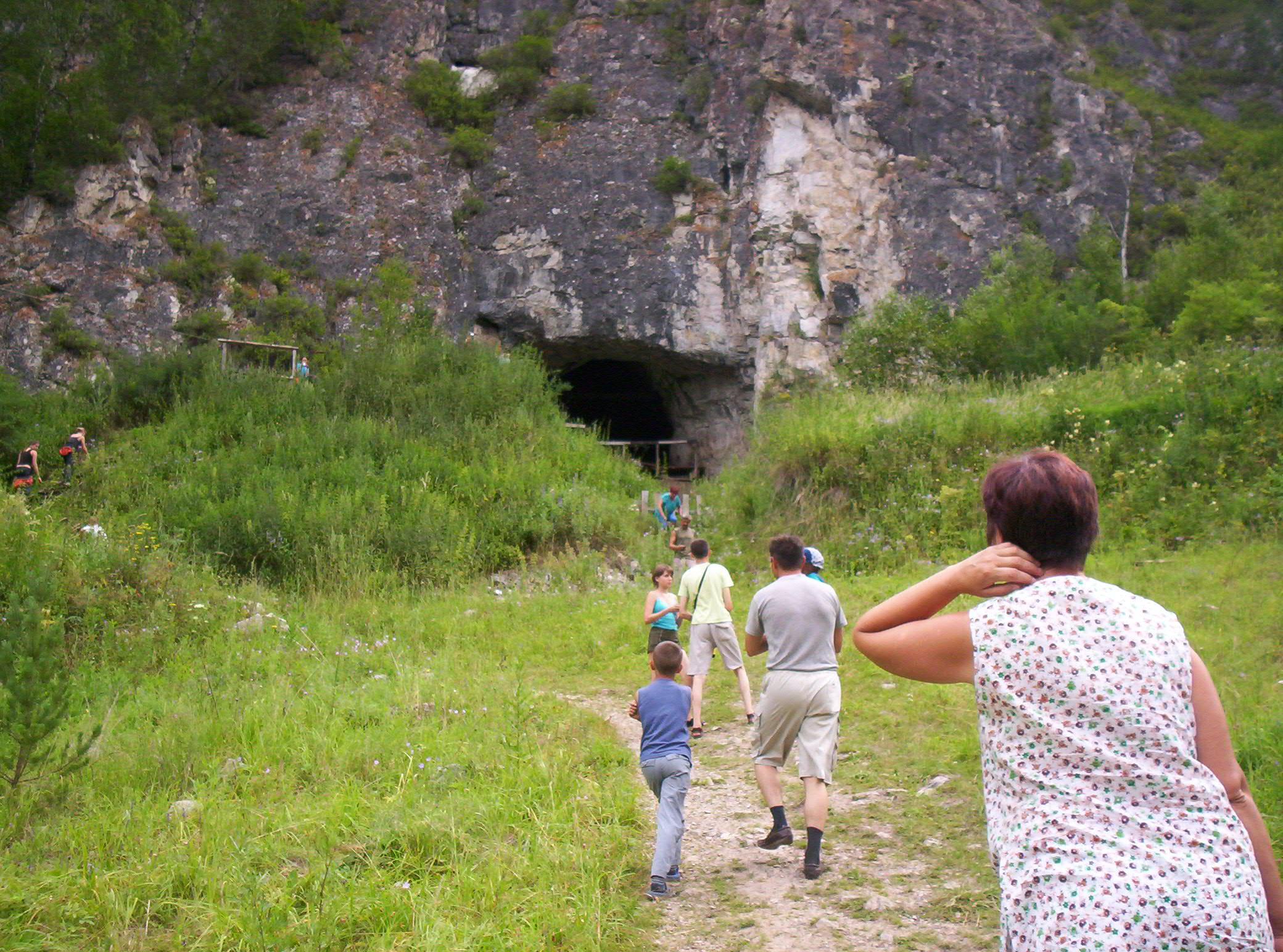
Denisova jeskyně

Asi dvoucentimetrový fragment kosti buď z ruky nebo z nohy, který byl přiřazen jedinci s označením Denisovan 11 alias Deny, byl nalezen v roce 2012 v altajské Denisově jeskyni na ruské Sibiři. Jedná se o první objev pozůstatků člověka z rodu Homo, jehož rodiče patřili ke dvěma různým druhům pravěkých lidí.

## Výzkum
Podrobné zkoumání kosti provedené v roce 2016 odhalilo, že šlo o dívku ve věku 13 nebo 14 let. Podle celkové analýzy genomu (zkoumání jaderné i mitochondriální DNA) se jednalo o hybridního potomka neandrtálské matky a denisovanského otce. Již dříve analýzy kosterních nálezů ukazovaly, že lidé moudří, neandrtálci a denisované, kteří obývali Evropu a (nebo) Asii v době ledové, se mezi sebou křížili a měli potomky. Deny tuto hypotézu potvrzuje a přináší zatím nejpřímější důkaz. Ačkoliv nadále není jasné, zda byli takoví míšenci plodní, nebo ne, někteří vědci se na základě Deny domnívají, že neandrtálci, ani denisované nemuseli nutně vyhynout, nýbrž že došlo k jejich asimilaci s člověkem moudrým.
DNA Deny umožňuje provádět výzkumy a studie zabývající se hybridizací lidských druhů a poskytnout informace o četnosti mezidruhových křížení a jejich vlivu na vývoj moderního člověka.
Zkoumáním Deny se zabývají především paleogenetici z Institutu Maxe Plancka pro evoluční antropologii v Lipsku.